# Лопаточные нетопыри
Лопаточные нетопыри (лат. Halieutichthys) — род лучепёрых рыб из семейства нетопырёвых (Ogcocephalidae) отряда удильщикообразных. Распространены в западной части Атлантического океана. Длина тела от 7,1 до 10 см. Безвредны для человека и не являются объектами промысла.

## Классификация
На апрель 2020 года в род включают 4 вида:
- Halieutichthys aculeatus (Mitchill, 1818) — Острошипый лопаточный нетопырь[1]
- Halieutichthys bispinosus Ho, Chakrabarty & Sparks, 2010
- Halieutichthys caribbaeus Garman, 1896 — Карибский лопаточный нетопырь
- Halieutichthys intermedius Ho, Chakrabarty & Sparks, 2010